# Nomadland
« Nomadland » redirige ici. Pour les autres significations, voir Nomadland (livre).
Pour plus de détails, voir Fiche technique et Distribution.
Nomadland est un drame américain écrit, monté et réalisé par Chloé Zhao, sorti en 2020.
Il est basé sur le livre Nomadland de Jessica Bruder, paru en 2017.
Le film suit Fern, une sexagénaire, qui se lance dans un voyage à travers l'Ouest américain, vivant en tant que nomade des temps modernes dans une camionnette.
Le film obtient le Lion d'or  à la Mostra de Venise 2020, puis le Golden Globe du meilleur film dramatique et l'Oscar du meilleur film en 2021.

## Synopsis
En 2011, Fern perd son emploi après la disparition de l’usine américaine de plâtres à Empire, Nevada, où elle travaillait pendant des années avec son mari, récemment décédé. Fern décide de vendre la plupart de ses biens et achète une camionnette pour vivre et parcourir le pays à la recherche d’un emploi. Elle accepte un travail saisonnier dans un centre Amazon le temps de l’hiver.
Linda, une amie et collègue de travail, invite Fern à un Desert RendezVous en Arizona géré par Bob Wells, qui fournit un système de soutien et une communauté à ses compagnons nomades. Fern décline d’abord, mais change d’avis car elle peine à trouver un emploi dans la région. Là-bas, Fern rencontre d’autres nomades et apprend les techniques de base de survie et d’autosuffisance pour la route.
Un jour, un pneu de la camionnette de Fern est crevé. Elle demande alors à une nomade voisine, Swankie, de la véhiculer pour acheter un pneu de rechange. Celle-ci la réprimande pour son manque de préparation et l’invite à apprendre plus de techniques de survie sur la route ; elles deviennent de bonnes amies. Swankie lui parle de son cancer qui la ronge de jour en jour, de son espérance de vie réduite et de son projet de se faire d'ultimes beaux souvenirs sur la route au lieu de se perdre à l’hôpital. Elles finissent par se séparer.
Fern prend ensuite un emploi comme hôtesse de camp au terrain de camping Cedar Pass dans le parc national des Badlands, où elle retrouve David, un autre nomade qu’elle connaît et avec qui elle a dansé dans la communauté du désert. Il travaille temporairement au parc national des Badlands, mais lorsqu’il tombe malade, Fern lui rend visite à l’hôpital où il subit une intervention chirurgicale d’urgence. Plus tard, ils obtiennent des emplois au restaurant de Wall Drug dans le Dakota du Sud. Un soir, le fils de David se rend au restaurant à sa recherche, lui dit que sa femme est enceinte et lui demande de rencontrer son petit-fils. Il hésite, mais Fern l’encourage à y aller. David lui suggère de venir avec lui, mais elle refuse.
Fern accepte un nouveau travail dans une usine de transformation de betterave sucrière, mais son van tombe en panne, et elle n’a pas les moyens de le réparer. Dans l'incapacité de souscrire un prêt, elle rend visite à la famille de sa sœur en Californie. Sa sœur lui prête l’argent. Elle reproche à Fern de ne jamais avoir été là dans leur vie et lui demande pourquoi elle est restée à Empire après la mort de son mari. Néanmoins, elle reconnaît que Fern est courageuse d’être aussi indépendante. Fern rend visite plus tard à David et à la famille de son fils, apprenant que David a décidé de rester avec eux à long terme. Il avoue ses sentiments pour elle et l’invite à rester avec lui en permanence dans une maison d’hôtes, mais elle décide de partir après seulement quelques jours, en direction de l’océan.
Fern retourne à son travail saisonnier dans le centre Amazon et revient plus tard au Desert RendezVous en Arizona. Là, elle apprend que Swankie est morte. Fern et les autres nomades lui rendent hommage. Fern se livre à Bob sur la relation amoureuse qu’elle avait avec son défunt mari, et Bob raconte l’histoire du suicide de son fils. Pour Bob, les adieux ne sont pas définitifs dans la communauté nomade, car ses membres promettent toujours de se revoir « en chemin ».
Quelque temps plus tard, Fern retourne dans la ville presque abandonnée d’Empire pour se débarrasser des affaires qu’elle gardait dans un entrepôt. Elle visite l’usine et la maison qu’elle partageait avec son mari avant de reprendre la route.

## Fiche technique
- Titre original et français : Nomadland
- Réalisation : Chloé Zhao
- Scénario : Chloé Zhao d'après le livre Nomadland: Surviving America in the Twenty-First Century de Jessica Bruder
- Musique : Ludovico Einaudi
- Montage : Chloé Zhao
- Photographie : Joshua James Richards
- Direction artistique : Elizabeth Godar
- Décors : Joshua James Richards
- Costumes : Hannah Peterson
- Son : Mike Wolf Snyder
- Production : Dan Janvey, Frances McDormand, Peter Spears, Chloé Zhao
- Sociétés de production : Highwayman Films, Cor Cordium Productions, Hear/Say Productions
- Sociétés de distribution : Searchlight Pictures (États-Unis), The Walt Disney Company France
- Pays de production :  États-Unis
- Langue originale : anglais
- Format : couleur — 2,39:1
- Genre : drame
- Durée : 108 minutes
- Dates de sortie :
  - Italie : 11 septembre 2020 (Mostra de Venise)[2]
  - Canada : 11 septembre 2020 (Festival de Toronto)[3]
  - États-Unis : 11 septembre 2020 (drive-in à Pasadena)[4],[5] ; 4 décembre 2020 (diffusion en ligne limitée)[6] ; 29 janvier 2021 (salles IMAX) ; 19 février 2021 (sortie nationale au cinéma et sur Hulu)
  - France : 13 octobre 2020 (Festival Lumière)[7],[8] ; 9 juin 2021 (sortie nationale)
- Classification :
  - États-Unis : R - Restricted (interdit aux moins de 17 ans non accompagné d'un adulte)

## Distribution
Sauf indication contraire, les informations mentionnées dans cette section peuvent être confirmées par la base de données cinématographiques IMDb,  présente dans la section « Liens externes ».
- Frances McDormand (VF : Danièle Douet) : Fern
- David Strathairn (VF : François Dunoyer) : Dave
- Linda May (VF : Colette Venhard) : Linda May
- Charlene Swankie (VF : Sylvie Genty) : Swankie
- Angela Reyes : Angela
- Bob Wells (en) (VF : Régis Lang) : Bob
- Peter Spears : Peter
- Melissa Smith (VF : Emmanuèle Bondeville) : Dolly, la sœur de Fern
- Gay De Forest : Gay
- Patricia Grier : Patty
- Carl R. Hughes : Carl
- Douglas G. Soul : Doug
- Ryan Aquino : Ryan
- Teresa Buchanan : Teresa
- Karie Lynn McDermott Wilder : Karie
- Brandy Wilber (VF : Juliette Poissonnier) : Brandy
- Makenzie Etcheverry : Makenzie
- Annette Webb : Annette
- Rachel Bannon : Rachel
- Bryce Bedsworth : Bryce
- Sherita Deni Coker (VF : Virginie Emane) : Deni
- Merle Redwing : Merle
- Forrest Bault (VF : Sourou Ouadodji) : Forrest
- Tay Strathairn (VF : Yann Guillemot) : James, le fils de Dave

Source et légende : Version française (V. F.) sur RS Doublage

## Sortie
Searchlight Pictures a acquis les droits de distribution mondiaux de Nomadland en février 2019. Le film a sa première mondiale à la Mostra de Venise le 11 septembre 2020 et est projeté au Festival international du film de Toronto le même jour. À Venise, le film a remporté plusieurs prix, y compris la plus haute distinction du festival, le Lion d'or. À Toronto, le film a remporté le People's Choice Award. C'était le premier film à remporter le premier prix à Venise et à Toronto.
Le film a également été projeté à plusieurs festivals internationaux de films, y compris : Chicago, Gand, Hambourg, Les Hamptons, Helsinki, Londres, festival Lumière à Lyon,, Middleburg, Mill Valley, Montclair, New York, Reykjavik, San Diego, Saint-Sébastien, Telluride,, Zurich, Taipei et Saint-Pétersbourg.
En association avec Searchlight, Film at Lincoln Center a organisé des projections virtuelles exclusives du film, seulement pendant une semaine, à partir du 4 décembre 2020, qui était la date de sortie initiale du film avant que Searchlight l'ait repoussée au 19 février 2021 en raison de la pandémie de Covid-19. Il a ensuite été annoncé une sortie dans les salles IMAX pour le 29 janvier 2021, et une sortie en salles et en drive-in aux États-Unis le 19 février, et en vidéo à la demande sur Hulu le même jour. Le film a été projeté pendant deux semaines dans certaines régions d'Australie et de Nouvelle-Zélande à partir du 26 décembre 2020, avant une sortie plus large prévue pour le 4 mars 2021.
En France, le film, initialement prévu pour le 30 décembre 2020, repoussé au 24 février 2021, puis au 24 mars 2021, de nouveau repoussé au 21 avril 2021, une nouvelle fois au 12 mai 2021, il est reprogrammé le 9 juin 2021.

## Accueil

### Box-office
| Pays ou région    | Box-office      | Date d'arrêt du box-office | Nombre de semaines |
| ----------------- | --------------- | -------------------------- | ------------------ |
| États-Unis Canada | 3 700 000 $     | 1er avril 2021             | 5                  |
| France            | 568 814 entrées | 31 août 2021               | 12                 |
| Total mondial     | 39 429 975 $    | -                          | -                  |

## Distinctions

### Récompenses
- Mostra de Venise 2020 : Lion d'or
- Satellite Awards 2021 : 
  - Meilleur film
  - Meilleur réalisateur
  - Meilleure actrice pour Frances McDormand
- Golden Globes 2021[13] : 
  - Meilleur film dramatique
  - Meilleur réalisateur
- BAFTA 2021 :
  - Meilleur film
  - Meilleur réalisateur
  - Meilleure actrice pour Frances McDormand
  - Meilleure photographie
- Oscars 2021 : 
  - Meilleur film
  - Meilleur réalisateur
  - Meilleure actrice pour Frances McDormand
- Grand prix de la FIPRESCI 2021

### Sélections
- Festival international du film de Toronto 2020 : sélection en section Gala Presentations
- Festival international du film de Saint-Sébastien 2020 : sélection en section Perles (Perlak)

### Nominations
- Golden Globes 2021 : 
  - Meilleure actrice dans un film dramatique pour Frances McDormand
  - Meilleur scénario
- Oscars 2021 : 
  - Meilleur scénario adapté
  - Meilleure photographie
  - Meilleur montage